# Puigpunyent
Puigpunyent, en catalan et officiellement (Puigpuñent en castillan), est une commune d'Espagne de l'île de Majorque dans la communauté autonome des Îles Baléares. Elle est située au nord-ouest de l'île et fait partie de la comarque de la Serra de Tramuntana.

## Géographie

Localisation de l'île Majorque dans les Îles Baléares.
Localisation de Puigpunyent dans l'île de Majorque.
Localisation de la comarque de la Serra de Tramuntana dans l'île de Majorque.